# Knisselbo
Knisselbo är en by i Hanebo socken, Bollnäs kommun i Gävleborgs län. Byn gränsar i väster mot Hällbo där bygränsen sammanfaller med sockengränsen mellan Hanebo och Bollnäs socken, och i sydost gränsar byn mot Västansjö. Bebyggelsen ligger längs Flugån samt utefter den så kallade "Knektåsen", namnet kommer av att ett flertal knektar var bosatta vid och i närheten av den byväg som löper från Knisselbo längs en naturlig grusås mot Västansjö gamla by-centrum. Till byn hör även fäbodar. Vattendraget Gällsån rinner ut i Flugån där Gällsån bitvis utgör gränsen mot Västansjö några hundra meter nedströms Knisselbo kvarn. 

## Historia

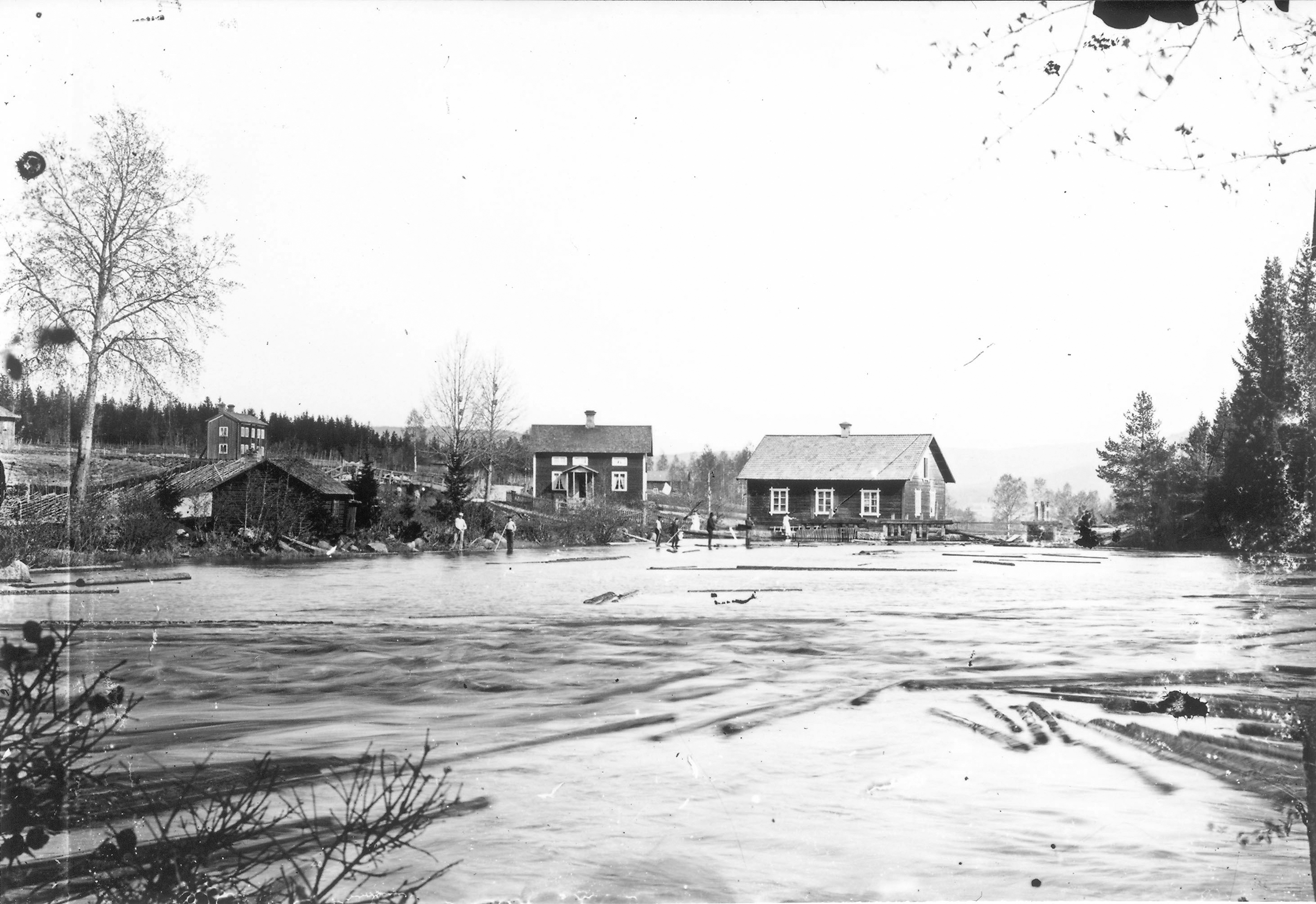
Kvarndammen vid Knisselbo kvarn.

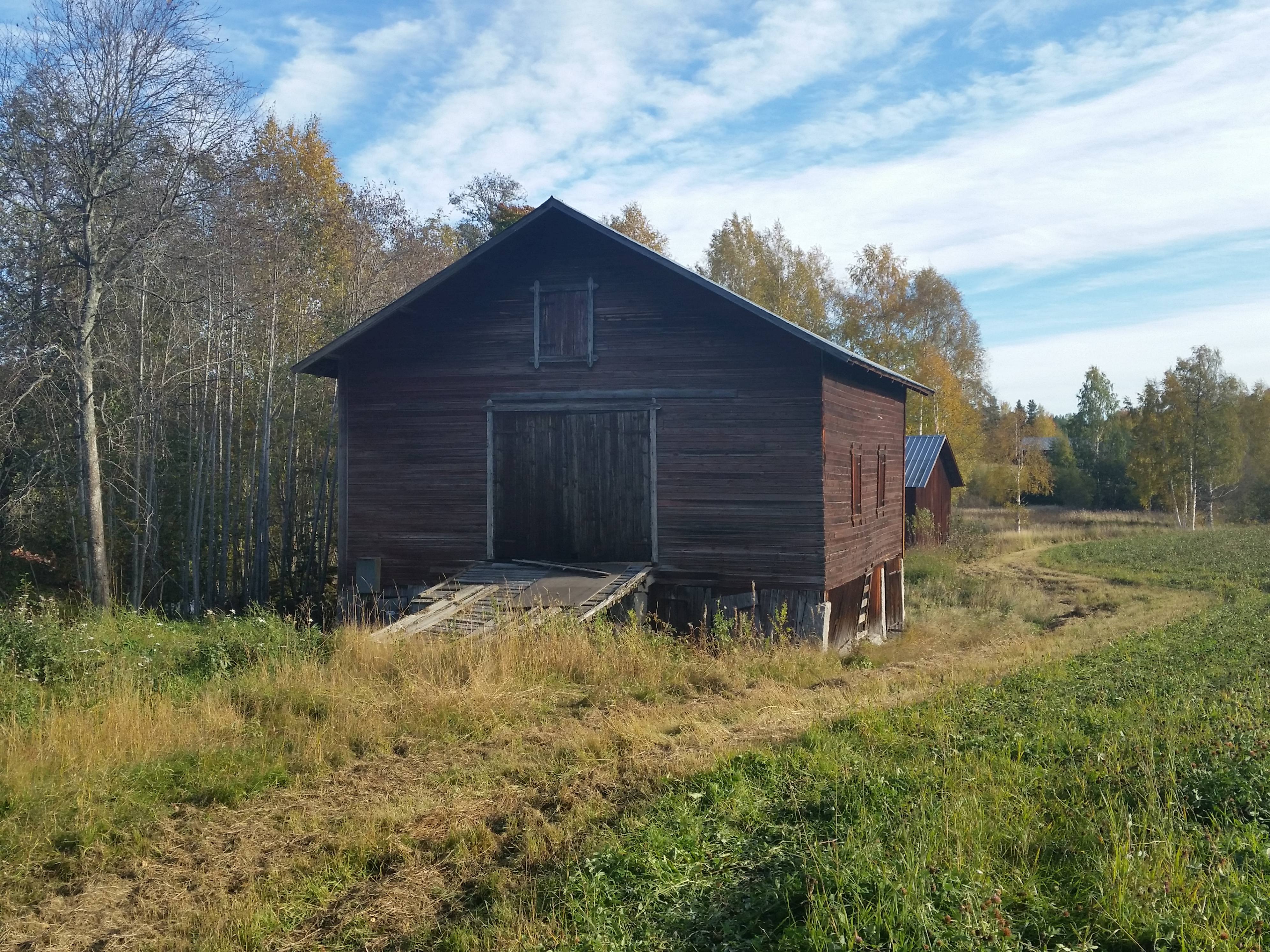
Bilden visar huset där Knisselbo kraftverk var inrymt under åren 1918 till 1937.

I Knisselbo fanns ett kraftverk som försörjde delar av Hällbo, Knisselbo och Västansjö med elström åren 1918 till 1937, ägare var Knisselbo Elektriska förening u.p.a.  Ungefär mitt i byn ligger Knisselbo kvarn som var i drift från tidigt 1800-tal fram till 1975.